# Neochthonius troglodytes
Espèce
Neochthonius troglodytes est une espèce de pseudoscorpions de la famille des Chthoniidae.

## Distribution
Cette espèce est endémique de Californie aux États-Unis. Elle se rencontre dans la grotte Wool Hollow Cave dans le comté de Calaveras.

## Publication originale
- Muchmore, 1969 : The pseudoscorpion genus Neochthonius Chamberlin (Arachnida, Chelonethida, Chthoniidae). American Midland Naturalist, vol. 81, p. 387-394.